# Alexander Brailowsky
Alexander Brailowsky (ros. Александр Браиловский, Aleksandr Braiłowski) (ur. 4 lutego?/16 lutego 1896 w Kijowie, zm. 25 kwietnia 1976 w Nowym Jorku) – francuski pianista pochodzenia rosyjskiego.

## Życiorys
Gry na fortepianie uczył się początkowo u ojca, następnie studiował w konserwatorium w Kijowie, które ukończył z wyróżnieniem. W latach 1911–1914 był uczniem Teodora Leszetyckiego w Wiedniu. Uczył się też w Zurychu u Ferruccio Busoniego. Jako pianista zadebiutował publicznie w Paryżu w 1919 roku. W 1924 roku dał w Paryżu cykl recitali, w trakcie których wykonał wszystkie utwory Fryderyka Chopina. W tym samym roku wystąpił w Aeolian Hall w Nowym Jorku. W 1926 roku otrzymał obywatelstwo francuskie. W sezonie 1937/1938 koncertował w Stanach Zjednoczonych, wykonując utwory Chopina. W okresie międzywojennym kilka razy wystąpił w Polsce. W 1960 roku dał w Nowym Jorku i Brukseli cykl koncertów z utworami Chopina, zorganizowanych z okazji 150. rocznicy urodzin polskiego kompozytora.
Ceniony był jako wykonawca muzyki fortepianowej okresu romantyzmu, szczególnie Chopina i Liszta. Dokonał nagrań płytowych dla wytwórni HMV i RCA Victor. Pod koniec życia współpracował z rozgłośnią CBS.